# Register (Akkordeon)
Register bezeichnet beim Akkordeon die verschiedenen Kombinationsmöglichkeiten der eingebauten Stimmplattensätze, die auch als Chöre bezeichnet werden.

## Diskantregister
Bis zu maximal fünf Stimmplattensätze (Chöre) sind im Diskant üblich (vereinzelt auch sechs). In Analogie zu Orgelregistern werden die Lagen auch mit 16′ (16 Fuß, tiefe Lage), 8′ (mittlere Lage), und 4′ (hohe Lage) bezeichnet. 8′ bedeutet bei „normalen“ Pianoakkordeons (nicht Bassakkordeons, „Sonderanfertigungen“ oder Knopfakkordeons), dass das tiefste C dem c1 entspricht; bei einem 16′-Register klingt beim tiefsten C das c0, beim 4′-Register das c2 (die anderen Töne klingen dann auch entsprechend höher oder tiefer).
Sind zwei Chöre in gleicher Lage (meistens 8′) eingebaut, ist oftmals ein Chor etwas verstimmt (jeweils minimal zu hoch), damit sich ein Schwebungseffekt, auch Tremolo genannt, ergibt, was vor allem in der Volksmusik sehr beliebt ist und den „typischen Akkordeon-Klang“ ausmacht. Es gibt auch Instrumente mit drei Chören in 8′-Lage. Hier sind zwei Chöre in gleicher Lage jeweils etwas zu hoch bzw. zu tief, wodurch eine stärkere Schwebung und ein kräftigerer Klang als bei nur einem „verstimmten“ Chor entsteht. Dies ist vor allem bei Instrumenten mit französischer Musette-Stimmung (die beiden verstimmten 8′-Chöre sind extrem „verstimmt“) der Fall. Als Sonderanfertigung sind auch Instrumente mit 4- oder 5-chörigen Tremolos möglich.
Teilweise werden die verschiedenen 8′-Lagen auch gleich gestimmt. Dadurch wird der Klang kräftiger und eignet sich wegen des fehlenden Tremolos eher für klassische Musik.
| Anzahl der Chöre                 | übliche Chorzusammenstellung                                       | auch                                                             |
| -------------------------------- | ------------------------------------------------------------------ | ---------------------------------------------------------------- |
| 2-chörige (Anfänger-)Instrumente | 2 × 8′ (davon ein Chor gleichmäßig etwas verstimmt)                | vereinzelt auch 8′ + 16′ oder 8′ + 4′                            |
| 3-chörige Instrumente            | 2 × 8′ (davon ein Chor etwas verstimmt) + 16′ (eine Oktave tiefer) | vereinzelt auch 3 × 8′ oder 16′ + 8′ + 4′                        |
| 4-chörige Instrumente            | 16′ + 2 × 8′ + 4' (eine Oktave höher)                              | 16′ + 3 × 8′, Letzteres bei Musette- und Volksmusik-Instrumenten |
| 5-chörige Instrumente            | 16′ + 3 × 8′ + 4′                                                  |                                                                  |

Einige Anfängerinstrumente haben keine Register, der Klang ist nicht verstellbar. Es klingt immer zwei 8′-Chöre.
Als Sonderanfertigung, und sofern sich genug Platz im Instrument befindet, sind auch andere Kombination möglich (z. B. 2 × 16′ + 2 × 8′). Auch können auch Aliquoten (Mixturen) eingebaut werden. Dies sind Register, die nicht den Oktaven, sondern anderen Tönen der Naturtonreihe entsprechen, z. B. 2 2⁄3′ (Quintmixtur). Der 16′-Chor und ein 8′-Chor (vereinzelt auch der 4′-Chor) können sich in einem Cassotto (Tonkammer) verbaut werden. Chöre aus dem Cassotto klingen „dumpfer“, „edler“, nicht so „mundharmonikahaft“, da der Klang nicht „direkt“ abgestrahlt wird.

## Registerwippen
Für die Betätigung der Register hat sich ein System mit Wippschaltern durchgesetzt, die sich (vom Spieler aus gesehen) links von der Klaviatur befinden und somit ein schnelles Umschalten auf der Diskantseite ermöglichen. Hierbei sind Chorkombinationen über Wippschalter einstellbar, wobei beim Drücken eines Wippschalters die vorherige Kombination ausgeschaltet wird. Dieses System entspricht funktionell den festen Kombinationen einer Orgel.
Bei vielen neueren Instrumenten befinden sich auch einige Registerschalter (vom Spieler aus gesehen) oben, über der Diskanttastatur. Diese werden mit dem Kinn geschaltet. Auf diese Weise kann, ohne den Spielfluss zu unterbrechen, schnell umgeschaltet werden.

## Notationen
In der Akkordeonliteratur haben sich grafische Symbole zur Registrierung durchgesetzt. In einem dreigeteilten Kreis wird durch Punkte dargestellt, wie viele Chöre in der jeweiligen Tonhöhe klingen.
Hier eine Tabelle mit den verbreitetsten Registern in der jeweiligen Notation:
| Symbol | Buchstaben |              | Zahlen         | Fußtöne                 | Bemerkung                                                                                   |
| ------ | ---------- | ------------ | -------------- | ----------------------- | ------------------------------------------------------------------------------------------- |
|        | P          | H            | 1/0/0          | 4′                      | hohe Oktave                                                                                 |
|        | E          | M            | 0/1/0 oder 1/0 | 8′                      | einchörig, mittlere Oktave                                                                  |
|        | O          | L            | 0/0/1 oder 0/1 | 16′                     | tiefe Oktave                                                                                |
|        | OE         | L+M          | 0/1/1 oder 1/1 | 16′ + 8′                | einchörig, mittlere Oktave + tiefe Oktave                                                   |
|        | EP         | M+H          | 1/1/0          | 8′ + 4′                 | einchörig, mittlere Oktave + hohe Oktave                                                    |
|        | OEP        | L+M+H        | 1/1/1          | 16′ + 8′ + 4′           | einchörig, mittlere Oktave + hohe Oktave + tiefe Oktave wird auch als Grundreihe bezeichnet |
|        | OP         | L+H          | 1/0/1          | 16′ + 4′                | tiefe Oktave + hohe Oktave                                                                  |
|        | T          | M+MM         | 0/2/0          | 8′ + 80                 | zwei gleiche Chöre (Tremolo)                                                                |
|        | OT         | L+M+MM       | 0/2/1          | 16′ + 8′ + 80           | Tremolo + tiefe Oktave                                                                      |
|        | TP         | M+MM+H       | 1/2/0          | 8′ + 80 + 4′            | Tremolo + hohe Oktave                                                                       |
|        | V          | L+M+MM+H     | 1/2/1          | 16′ + 8′ + 80 + 4′      | volles Werk (4-chöriger Diskant)                                                            |
|        | T          | M+MM+MMM     | 0/3/0          | 8′ + 80 + 80            | drei gleiche Chöre (Doppeltremolo)                                                          |
|        | OT         | L+M+MM+MMM   | 0/3/1          | 16′ + 8′ + 80 + 80      | Doppeltremolo + tiefe Oktave                                                                |
|        | TP         | M+MM+MMM+H   | 1/3/0          | 8′ + 80 + 80 + 4′       | Doppeltremolo + hohe Oktave                                                                 |
|        | V          | L+M+MM+MMM+H | 1/3/1          | 16′ + 8′ + 80 + 80 + 4′ | volles Werk (5-chöriger Diskant)                                                            |

Darüber hinaus findet man vor allem in älterer Literatur noch weitere Notationen.
- Mit Buchstaben(-kombinationen); hier werden die zu schaltenden Chöre über den Notentext geschrieben, z. B. E oder OE. Dabei gilt:
  - P (Piccolo) bzw. H (high) für die hohe Lage (Ton klingt eine Oktave höher als notiert); entspricht 4′
  - E (einchörig) bzw. M (middle) für die mittlere Lage (Ton klingt wie notiert); entspricht 8′
  - O (Oktavregister) bzw. L (low) für die tiefe Lage (Ton klingt eine Oktave tiefer als notiert), entspricht 16′
  - T (Tremolo) / MM / MMM für mehrere Chöre in mittlerer Lage
  - V für „volles Werk“ - Tutti.

- oder übereinander geschriebenen Ziffern: In diesem Fall werden meist zwei bis drei Ziffern übereinander geschrieben. Die jeweilige Ziffer sagt aus, wie viele Chöre in der jeweiligen Tonlage gespielt werden. So bedeutet 1/0/1: hohe Lage (1), keine mittlere Lage (0), tiefe Lage (1). Sind nur zwei Ziffern übereinander geschrieben, so „fehlt“ die hohe Lage.

## Ausführung
Die Registerschalter können als Kippschalter über der Diskantseite angeordnet sein oder als Hebel auf der Rückseite der Diskanttastatur. Es gibt auch sogenannte Kinnregister, die als Knöpfe ähnlich den Bassknöpfen ausgeführt sind und das schnelle Umregistrieren mit dem Kinn ermöglichen, ohne den Spielfluss unterbrechen zu müssen.

## Bassregister
Die Registerschalter für den Bass sind meist als größere Wippschalter zwischen Bassknöpfen und Balg angeordnet. Auch damit können verschiedene Kombinationen der Chöre ausgewählt werden. Die Bässe klingen dann – je nach Register – kräftig, tief oder „piepsig“ etc.
Im Gegensatz zu den Diskantregistern sind im Standardbass (Stradella-Bass) sowohl die Oktavlagen der Einzelchöre als auch die Registerzusammensetzungen vom Einzelinstrument abhängig, ohne dass sich herstellerübergreifende Standards etabliert hätten. Viele Instrumente verzichten auf eine Bezeichnung der Register, und Komponisten verzichten meist auf Bassregisterangaben in ihren Stücken, soweit diese nicht mit Melodiebass zu spielen sind.